# M-346 (航空機)
M-346
2017年、ロイヤル・インターナショナル・エアタトゥーにて。
- 用途：高等練習機、軽攻撃機
- 製造者：アレーニア・アエルマッキ
- 運用者

  -  イタリア（イタリア空軍）
  -  シンガポール（シンガポール空軍）
  -  ポーランド（ポーランド空軍）
  -  イスラエル（イスラエル空軍)
  -  ギリシャ (ギリシャ空軍)
- 初飛行：2004年（M-346）
2020年7月13日（M-346FA）[1]
- 運用状況：現役

M-346は、イタリアのアレーニア・アエルマッキ社のジェット練習機。軽攻撃機としての利用も考慮されている。

## 開発

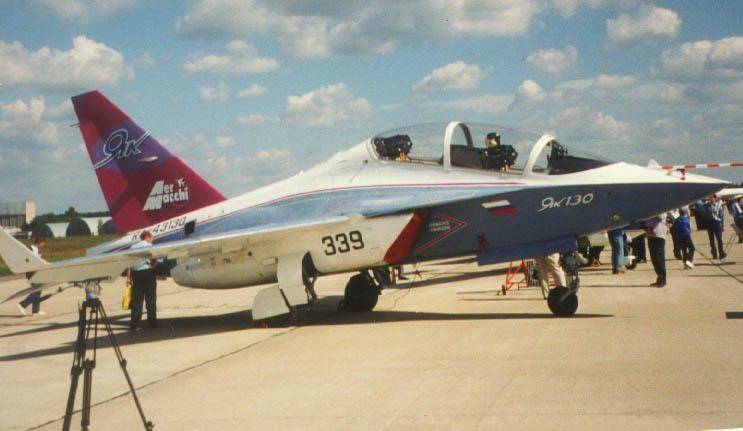
1997年のMAKSでのYak-130。垂直尾翼にヤコヴレフと共にアエルマッキ社が記されている

1990年代にA・S・ヤコヴレフ記念試作設計局とのジョイント・ベンチャーで行われた練習機開発計画が、市場の変化に伴いロシアと西側向けに分離した。ロシア側に分離したものがYak-130であり、イタリアで設計されたものが本機である。
Yak-130との分離後、2004年に初飛行、2008年1月24日には試作2号機により、トーネード IDSからのプローブ式の空中給油に成功した。同年4月10日には、生産型1号機がロールアウトした。生産型は降着装置をAMXと同様のものとし、縦通材を省き機体構造の見直しとチタニウム及び複合素材の使用で380kg以上の軽量化を果たし、これに加えてテスト用の機材や標準化システムが占める物を含めて700kg程の余裕が持たされた。空力設計に基づき、燃料タンクは前方に80cm移動、航法システムはアレーニアSIAとSelexコミュニケーションズの機材をアレーニア・アエルマッキのソフトウェアで制御するものに強化された。
2008年11月19日、ハネウェルとの間に520億ドル分のエンジン供給契約が締結された。2009年には公式試験が終了し、アレーニア・アエルマッキは「マスター」(Master) と命名した。2009年6月、パリ航空ショーの後、イタリア空軍と初期6機、オプション9機の契約を締結し、航空軍備総局よりT-346の型式が与えられた。2010年12月21日、最初の2機がロールアウト、2011年3月31日に初飛行、6月20日に型式認証された。11月には受領が正式に決定している。2020年7月13日には、軽攻撃機型のM-346FAが初飛行した。

## 特徴

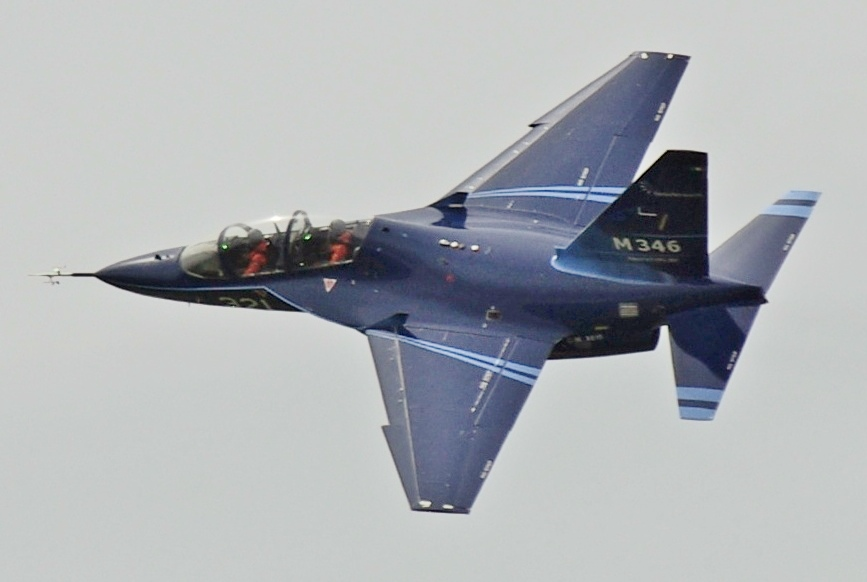
曲技飛行を披露するM-346

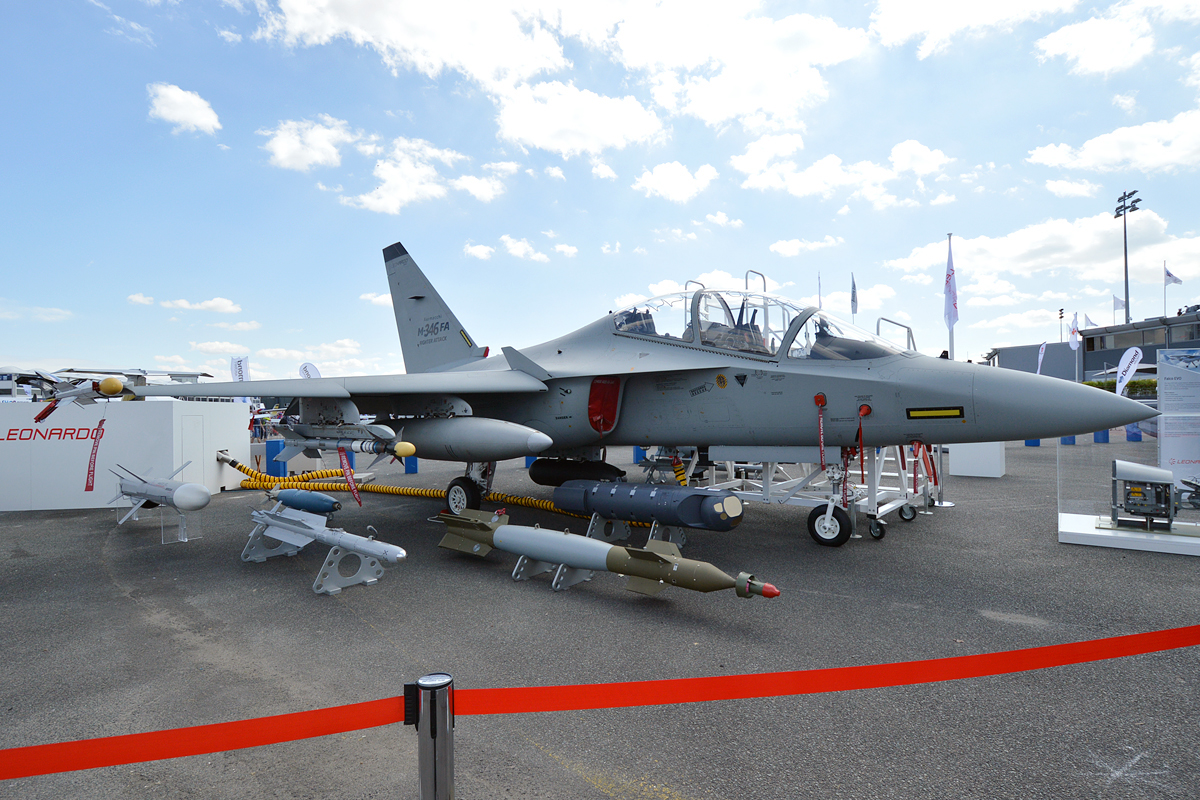
M-346FA

高等練習機と軽攻撃機を兼ねる機体として設計されており、アフターバーナー非搭載ながら練習機としては高い推力を備えている。双発エンジンによる安全性の確保、システム冗長性の獲得、兵装搭載量の増大を実現している。デジタルコントロールは四重化され、これによって実用機の特性を模することが可能とされている。コクピットには、ヘッドアップディスプレイとカラー液晶ディスプレイ3面の合わせて4面のディスプレイが設けられ、ヘッドマウントディスプレイや暗視ゴーグルの運用にも対応している。
射出座席には、イギリス製のMk16を採用している。
高アングル・高G（+8から-3まで）の機動、遷音速までの速度域に対応している。対空、対地の訓練内容を地上から随時変更可能とし、合成素材の多用や機体構造の標準化、TFE731エンジンをベースに開発されたF124エンジンの採用などによって訓練費用や維持費用の低減にも配慮している。

軽攻撃機型M-346FAはグリフォ・レーダー（機械走査式）、データリンク、自衛用のECM装置を装備し、近接航空支援 (CAS)・ヘリコプター等の低速目標迎撃（SMI：Slow Mover Interceptor）・対艦攻撃に用いられる。主翼下に各2ヶ所、翼端の短距離対空ミサイル用を含む、計7か所の搭載ステーションを持ち、兵装の最大搭載量は2,000kg、LITENING 5レーザー照準器やRecceLite偵察ポッドに加え、FLIRなどの携行も可能である。練習機型との差異は、乗員1名で全ての機能を制御可能であることと、機材の即時適応性であり、実運用に際しては練習機型との混成でも支障は無いとされている。

## 派生型
M-346
基本型。
M-346FT
FTはファイター・トレイナーの略。LIFT機と戦闘訓練に使用可能。訓練を主とした機体。
M-346LCA
LCAは軽戦闘機の略。簡素な戦闘・攻撃機。ポーランドにSu-22の後継として提案されていた。
M-346LFFA
前はM-346FA（戦闘攻撃機）と呼ばれていた。多用途作戦型。

## 運用

### 採用国

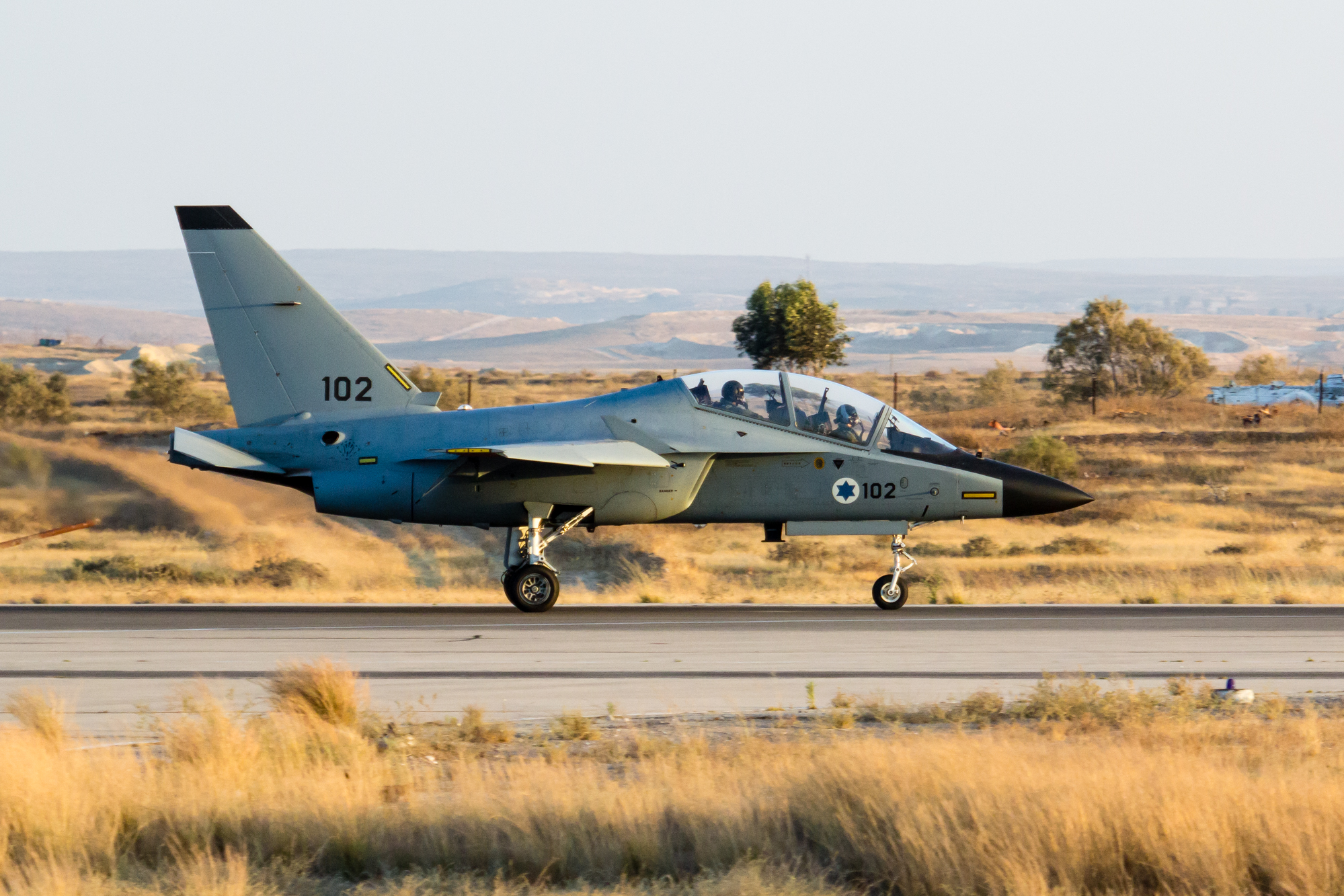
イスラエル空軍飛行学校に配備されたM-346 "ラビ"

イタリア
空軍の18機と、レオナルド社所有4機の計22機が国際飛行訓練学校（IFTS）に配備された。IFTSではイタリア空軍のほか、ドイツ空軍や航空自衛隊のパイロット訓練を行っており、この訓練にもM-346が用いられる。M-345が予定されていた曲技飛行隊「フレッチェ・トリコローリ」の機体も2024年M-346で更新することとなり、同飛行隊用の15機を含めた20機の発注が追加された。
 ポーランド
2006年、ポーランド空軍に提案を行ったが、2011年に練習機導入計画自体が中止された。改めてその後2014年2月27日に8機を正式に発注した。2018年に4機が追加され、2021年にはさらに4機が追加された。2022年末までに計16機が納入される予定である。ポーランド空軍では"ビエリク"（オジロワシ）のニックネームが与えられている。
 シンガポール
2010年9月、シンガポール空軍に練習機として12機の導入が決定した。2023年時点で、12機のM-346を保有している。
 イスラエル
2012年2月16日、イスラエル空軍のTA-4更新計画に際し、T-50との受注争いに勝利して約30機の導入が決定した。2016年3月24日に最初の9機が就役した。イスラエル空軍ではM-346に"ラビ" (Lavi、「若獅子」の意味だが、1980年代にイスラエルが試作した国産軽戦闘爆撃機の名でもある。また、ユダヤ教の導師を意味するRabbiとも似た発音である) のニックネームを付け、ハツェリム空軍基地の空軍飛行学校および第102飛行隊に配備して運用を行っている。
 アゼルバイジャン
2020年2月にM-346購入の予備契約を交わした。その後15機の取得が計画された。
 ギリシャ
イスラエルのエルビット・システムズ社に訓練学校運営を委託する形で10機のM-346を取得する契約を結んだ。2024年時点で2機を保有。
 トルクメニスタン
2021年に6機のM-346を発注した。2024年時点で、トルクメニスタン空軍が5機のM-346FAを保有。
 カタール
6機のM-346を発注しており、うち3機が2022年1月に納入された。
 ナイジェリア
約12億ドルにて24機のM-346FAを購入し、2021年第3四半期までに最初の6機の納入を予定している。
 オーストリア
2024年12月28日、退役したサーブ105の後継として12機のM-346FAを空軍に導入する意向書に署名した。2027年より納入予定とされる。

### 不採用国
アメリカ合衆国
アメリカ空軍のT-38の後継となるT-X計画にT-100の名称で提案されていたが、ボーイング T-X（現T-7）が採用された。
 アラブ首長国連邦
2009年、アラブ首長国連邦空軍はノックダウン生産を含む48機（軽攻撃機型20機を含む）の導入を決定したが、その後の契約交渉が進まず2011年の段階では停止状態となっている。その後2022年にはL-15練習機48機の導入を予定し12機を発注した。

## 事故
2011年11月18日、ドバイ航空ショーに出展の後、アラブ首長国連邦からサウジアラビア経由でイタリアへの帰国の途についた試作機がドバイ近郊で墜落、搭乗者は脱出に成功し死者・重傷者はなかった。

## 要目
出典：Alenia Aermacchi Brochures 2011 M-346P16、アレーニア・アエルマッキ、レオナルドからのデータ
- 乗員：2名
- 全長：11.49 m
- 全幅：9.72 m
- 全高：4.91 m
- 翼面積：23.52 m2
- 空虚重量[2]：4,625 kg
- 運用時重量：7,400 kg
- 最大離陸重量：10,200 kg
- ペイロード：3,000 kg
- エンジン：ハネウェル/ITEC F124-GA-200 2基
- 最大出力：2,850 kg x 2 (合計推力: 約55.9 kN)
- 機内燃料搭載量：2,000 kg（2,500 リットル）
- 増槽：1,515kg（630リットルタンク3本）
- 最高制限速度：590 ノット (1,092 km/h)
- 最高速度：572 ノット (1,059 km/h)
- 失速速度：95 ノット (166.6 km/h)
- 上昇率：22,000 フィート／分
- 上昇限度：45,000 フィート
- 航続距離：1,070 nm (1,981.6 km)
- フェリーレンジ：増槽3本使用時、1,470 nm (2,722.4km)
- 行動半径[2]：185 km（AIM-9L2発と、訓練用ポッド搭載時）
- 離陸滑走路長：400 m
- 着陸滑走路長：550 m（残燃料20%時）
- ハードポイント：9ヶ所（翼端各1、翼下各3、胴体1）[8][9]
  - 許容荷重は翼端が150kg、翼下は翼端より300kg、500kg、650kg、胴体は650kgとなっている。
  - 翼端にAIM-9L等の空対空ミサイル
  - 胴体に300リットルのコンフォーマルタンク
  - 630リットル増槽3本
  - 爆弾：500または1000ポンド爆弾、誘導爆弾
  - AGM-65 マーベリック
  - MARTE MK2対艦ミサイル